# Эпиграфика в Китае
Эпиграфика в Китае — традиционное направление исторических исследований в Китае и других странах Восточной Азии.
Классическим свидетельством уважительного отношения к письменным памятникам является высказывание из трактата Мо-цзы: «Мы не были их современниками, которые слышали их голоса и видели их лица. Но по надписям на бамбуке и шелке, по гравировкам на бронзе и камне, по отливкам на ритуальных сосудах, оставленных потомкам — знаем их» (吾非與之並世同時，親聞其聲，見其色也。以其所書於竹帛，鏤於金石，琢於槃盂，傳遺後世子孫者知之). Цитата перечисляет основные категории эпиграфических источников, известные в классическую эпоху. В списке, естественно, отсутствует упоминание цзягувэнь (гадательные надписи на костях и панцирях черепах, ставшие объектом изучения только в 20 в.).
Понимание особенностей эпиграфических носителей необходимо при изучении эволюции китайской письменности.
До приобретения черт научной дисциплины изучение эпиграфических источников включало в себя эстетический и ритуальный компоненты, сказавшиеся на развитии китайской каллиграфической и антикварной традиций. Так, обнаружение древних бронзовых сосудов фиксируется в ранних династийных историях в разделе «О знамениях» 符瑞志. Обретение каменных барабанов Цинь (см. ниже) было воспето в стихах Ду Фу и Хань Юем.

## Текстовые носители

### Бамбук и шелк (чжу-боzh:竹帛)
Парная категория, в Китае обозначавшая наиболее распространённый канцелярский формат до распространения бумаги. См. надписи на бамбуковых и деревянных пластинках и zh:帛书. Важные открытия носителей этого типа были совершены в 20 в. Свеном Гединым, а также западными исследователями Дуньхуана.
Значение материалов этой и следующей категорий в исследовании наиболее ранних китайских оккультных практик Дональд Харпер сравнил с греческими «магическими папирусами» (en:Greek Magical Papyri).

### Дерево
Дощечки си 檄 (xí) использовались как материал для депеш и архивных записей. Так, на носителе размером 23х6 см. 13 года до н. э., Иньвань 尹灣 (Цзянсу), записи с двух сторон вместили 240 наименований военного арсенала, общим счётом не менее 23.2 млн предметов. Находка была сделана в 1993 г.
Дощечки бу 簿 (bù) использовались для записи поручений от вышестоящих.
На деревянном носителе написаны наиболее ранние персональные письма китайской культуры, известные археологам. Они были открыты наряду с другими текстами в Шуйхуди (открытие 1975, захоронение 217 до н. э., Цинь) и Лие (2002, zh:里耶秦简).

### Бронза и другие металлы
Осн. статья цзиньвэнь.
Цзо чжуань 43.16а, 53.11а упоминает своды законов, писаные на железе для царств Чжэн и Цзинь. Чжоу ли (36/4б) также свидетельствует о том, что бронзовые сосуды зачастую становились носителями контрактов.
Основным материалом этой категории служила бронза, однако известны также надписи на золоте, меди и пьютере (оловянный сплав). Среди предметов, несущих надписи — сосуды, музыкальные инструменты, оружие, стандарты меры и веса, зеркала, монеты, печати и др.

### Глина
Надписи на глине (таовэнь zh:陶文) известны в китайской культуре начиная с неолита (культура Баньпо).
Как и в случае с цзиньвэнь, это зачастую знаки принадлежности того или иного предмета. Вероятней всего, оттиски печатей в глине (на сосудах и кирпичах) представляют собой самый ранний образец текстового тиражирования в Китае.
Глиняные печати впервые обнаружены в Сычуани в 1822. С 1995 раскопки на месте циньского дворца в пригороде совр. Сианя принесли более 2000 фрагментов печатей подобного рода, содержащих более 130 официальных титулов их держателей.
Специфическим источником по эпиграфике являются т. н. вадан 瓦当 — декоративные торцы черепичной кровли, на которых часто изображались священные животные или писались благопожелания-обереги.
Пионером в изучении надписей на керамике стал Чэнь Цзеци 陈介祺 (1813—1884). Ок. 1876 в Линьцзы и Цзинани, пров. Шаньдун, крестьяне обнаружили керамические черепки с высеченными надписями, которые Чэнь начал коллекционировать. Находки датируются дин. Чжоу.
Помимо печатания и насечек, известны также пигментные надписи на глине, сделанные писчей кистью.

### Камень
Самым распространённым типом надписи на камне является печать, как правило вырезавшаяся из яшмы и являвшаяся знаком элитного статуса её обладателя (см. zh:璽). Известны, однако, также ранние печати из бронзы, золота, рога, бирюзы, слоновой кости и талькохлорита (soapstone). Традиционной практикой было использование на печатях архаичных шрифтов, затрудняющих подделку.
Так называемые «каменные барабаны» царства Цинь, найденные в VII в. н. э. — наиболее ранний среди известных на данный момент китайских текстов на камне, содержащих сравнительно большое количество иероглифов. Традиционно их относят к правлению чжоуского Сюань-вана (827—782 до н. э.), однако эта датировка оспаривается.
Другим известным эпиграфическим памятником доимперского периода являются «Проклятия Чу»: каменные носители царства Цинь эпохи Хуэйвэнь-вана (правл. 337—311 до н. э.) содержали тексты заклинаний, направленных против царства Чу. Надписи были обнаружены в XI в. и сохранились благодаря технике копирования рельефного изображения на бумагу, в то время как каменные оригиналы были снова утеряны.
Наиболее ранняя форма надписей на камне называлась цзе 碣 — это были камни цилиндрической формы со слабо обработанной поверхностью. Им на смену пришли бэй 碑 — плоские стелы со скульптурным оформлением, широко распространившиеся в дин. Восточная Хань. Дополнительную категорию составили мучжи 墓志 — подобие бэй, но предназначавшиеся для погребений.
Начиная с V в н. э. широкое распространение получили также мо я 摩崖: надписи, выполненные на полированном участке скалы и таким образом привязанные к пейзажу. Возможно, наиболее ранним свидетельством этой практики является упоминание «надписей на камне», якобы сделанных чжоуским Му-ваном (10 в. до н. э.) во время его полумистического тура — согласно описанию «Му тяньцзы чжуань», ок. IV в. до н. э. См. яркий пример надписи подобного рода в статье Небесные письмена Хунъя.
Сравнительно редкую категорию надписей на камне составляют гравировки на литофонах цин 磬, как например 206 знаков на комплекте цин, принадлежавших Цзин-гуну царства Цинь (правл.576-537 до н. э.) — открытие 1986.
Две серии уникальных археологических находок были сделаны в Хоума (пров. Шаньси), 1965-66, и в Вэньсянь (пров. Хэнань), 1980-82. На каменных или яшмовых пластинах были обнаружены тексты договоров мэншу 盟书, писанные кистью. Первая группа находок составила 5 000 фрагментов, а вторая — более 10 000.
Надпись на яшмовой «подвеске» Синци является наиболее ранним среди известных эпиграфических свидетельств теории цигуна.

### Кость, рог и панцирь
Помимо хорошо известных гадательных надписей Шан-Чжоу, часть цзягувэнь представляли собой мемориальные надписи — как, например, о царской охоте — на оленьем черепе. Большинство из них выгравированы, но некоторые нанесены кистью с использованием туши или киновари либо заполнены пигментом после гравировки. Редкий образец надписи не гадательного характера, посвящённой охоте с последующим жертвоприношением, датируется ок. 1073 до н. э. (третий год правления Ди Синя): надпись выполнена бирюзовой инкрустацией на тигрином ребре. В настоящее время составляет часть коллекции Королевского музея Онтарио.
Несмотря на то, что слоновая кость в качестве декоративного материала известна по раскопкам в Аньяне, свидетельств об её использовании в качестве материала для письма в эп. Шан нет. Присутствуют, однако, надписи на оленьем роге, костяных шпильках, предположительно на фрагменте черепа белого носорога и на фронтальной доле человеческого черепа.
Согласно Ли цзи (гл. Ю цзао 玉藻), слоновая кость выступала в иерархии материалов дворцовой корреспонденции: Сын Неба использовал яшмовую пластину, удельные князья — костяную, а старшие чиновники — бамбуковую с костяной оторочкой снизу (笏：天子以球玉；諸侯以象；大夫以魚須文竹；士竹本，象可也).
В разряд надписей на костях входят также более 16 тыс. фрагментов костяных пластинок, найденных при раскопках дворца Вэйян, дин. Хань. Эти пластинки являлись тэгами, обозначающими оружие и бытовые предметы дворцового обихода.
Доисторической формой надписей на панцирях черепах является письменность Цзяху.

## История коллекционирования и изучения
Эпиграфика в Китае получила название цзинь-ши сюэ zh:金石学, «наука о [надписях на] металле и камне».
Первенство в изучении надписей на бронзе принадлежит Люй Далиню 呂大臨 (1040—1092), учёному дин. Северная Сун, работавшему под покровительством императора Хуэй-цзуна. См. также Оуян Сю, Цзи гу лу, Чжао Минчэн (1081—1129), Цзинь ши лу.
С переносом столицы на юг сунская эпиграфика пришла в упадок, её возрождение пришлось уже на эпоху Цин (1644—1912).
- Е Чанчи zh:葉昌熾 (1849—1917)
- zh:嚴禁自盡圖賴碑記
- Ло Чжэньюй (1868—1940): коллекция из 4 831 бронзовой надписи эп. Шан и Чжоу, 1937. Также опубликовал работы своего предшественника, см. Сунь Ижан 孫詒讓 (1848—1908).